# فرانكلين جاي دريك
فرانكلين جاي دريك (بالإنجليزية: Franklin J. Drake)‏ هو ضابط أمريكي، ولد في 4 مارس 1846 في Yates, New York ‏ في الولايات المتحدة، وتوفي في 30 يناير 1929 في واشنطن العاصمة في الولايات المتحدة.